# Hook & Ladder Company 8 Firehouse
Das Hook & Ladder Company 8 Firehouse ist ein Feuerwehrhaus des New York City Fire Department in New York City. Das im Jahr 1903 in Betrieb genommene Gebäude befindet sich im Stadtbezirk Manhattan im Stadtteil Tribeca. Es ist vor allem aus Filmen als Außenkulisse des Hauptquartiers der Ghostbusters bekannt.

## Geschichte

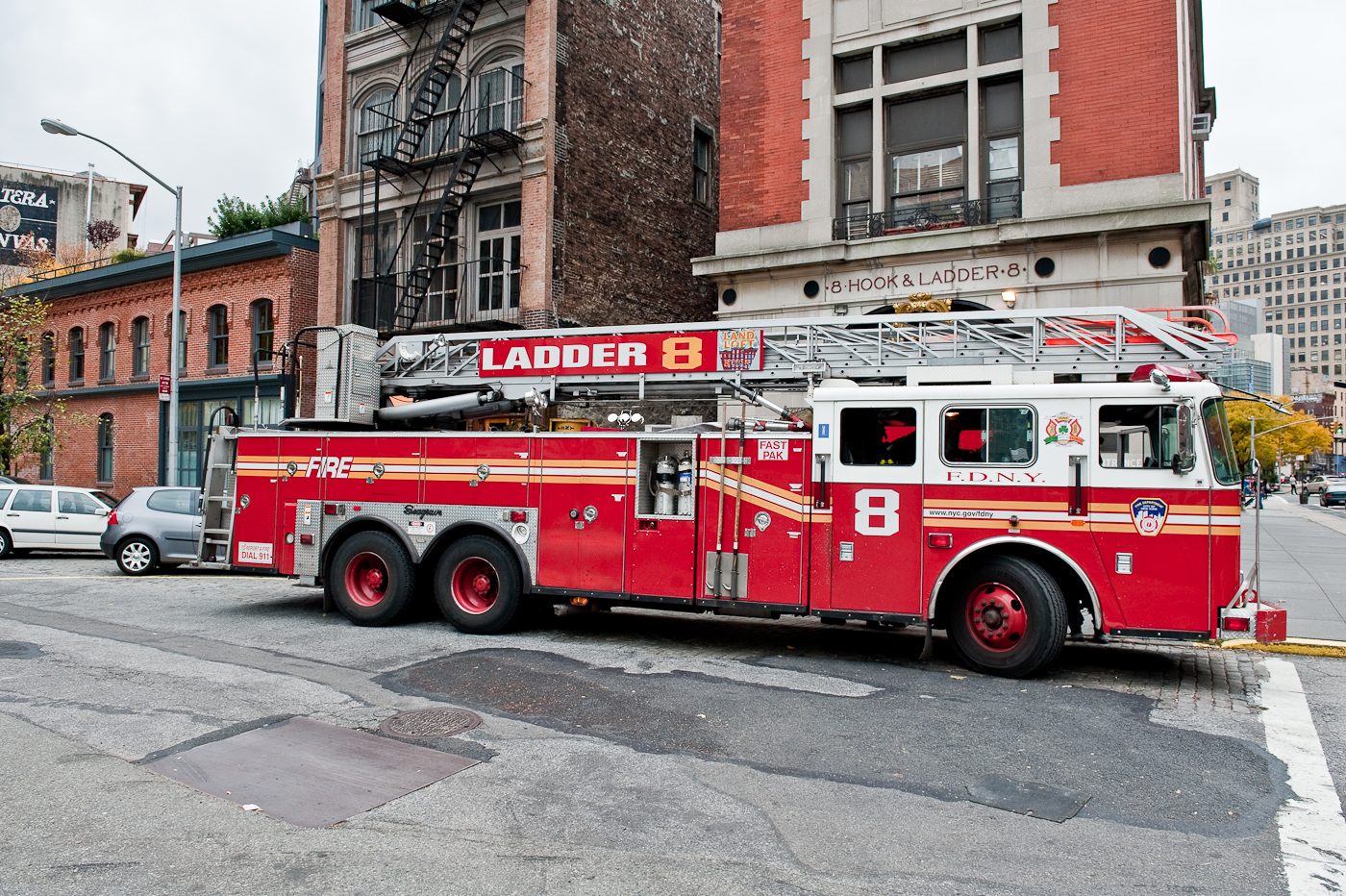
Ladder 8 vor der Feuerwache (2009)

Das Gebiet der Stadt New York wurde 1898 über Manhattan hinaus vergrößert und umfasst seitdem die fünf Boroughs von New York City. Die verschiedenen dort vorhandenen Löscheinheiten wurden in das 1865 gegründete und seit 1870 mit diesem Namen bezeichnete New York City Fire Department (FDNY) eingegliedert. Danach wurden verschiedene Standorte der einzelnen Löschzüge neu bewertet. Es zeigt sich schnell, dass das ursprüngliche Feuerwehrhaus der Hook & Ladder Company 8, eine ehemalige Schule, den Anforderungen nicht mehr entsprach und ein Neubau erforderlich wurde.
1903 wurde dieser am heutigen Standort errichtet. Der Entwurf des neuen Gebäudes stammte vom damaligen Superintendent of Buildings des FDNY, Alexander H. Stevens. Stilistisch ist er von der Beaux-Arts-Architektur beeinflusst.

### Halbierung des Gebäudes
Ursprünglich verfügte das Gebäude über zwei Fahrzeughallen und war damit etwa doppelt so groß wie heute. Um für eine Verbreiterung der Varick Street Platz zu schaffen, ließ die Stadt das noch fast neue Gebäude im Jahr 1913 halbieren, um es nicht komplett abreißen zu müssen. Die in Nord-Süd-Richtung verlaufende Durchgangsstraße wurde zusammen mit der Seventh Avenue als Verbindung von Lower Manhattan mit Midtown Manhattan ausgebaut. Unter ihr wurde im Rahmen der Doppelverträge von 1913 die IRT Broadway – Seventh Avenue Line der New Yorker U-Bahn errichtet.

### Einsatz im World Trade Center
Bei den Terroranschlägen am 11. September 2001 gehörte die Ladder Company 8 zu den ersten Einheiten am Ort.
Im Dokumentarfilm 11. September – Die letzten Stunden im World Trade Center ist Ladder Company 8 als eine der Einheiten zu sehen, die bei einem Bagatelleinsatz, einem gemeldeten Gasgeruch, an der Straßenkreuzung Lispenard Street Ecke Church Street tätig waren.:193 Von dieser Position aus konnte Jules Naudet den Einschlag des American-Airlines-Flug 11 in den Nordturm des World Trade Centers filmen.
Ladder Company 8 fuhr daraufhin zum World Trade Center und war auf der West Street und im Nordturm eingesetzt. Ihr Gruppenführer, Lieutenant Vincent Gerard Halloran, starb bei den Arbeiten, das Drehleiterfahrzeug wurde beim Einsturz des Wolkenkratzers zerstört.

### Sanierung 2016 bis 2018
Im Jahr 2011 stand die Schließung des Standortes zur Diskussion. Eine vorangegangene Studie hatte ergeben, dass der dort stationierte Löschzug zu den Einheiten mit der geringsten Einsatzdichte im Stadtgebiet zählte. Darum sollten umliegende Standorte dessen Aufgaben zusätzlich übernehmen. Eine Anwohnerinitiative, der sich der spätere New Yorker Bürgermeister Bill de Blasio und der Schauspieler Steve Buscemi anschlossen, konnte sich erfolgreich für den Erhalt der Einheit einsetzen.
Um das Gebäude zu erhalten und bis dahin nicht vorhandene Räumlichkeiten für Feuerwehrfrauen zu schaffen, begannen 2016 umfangreiche Sanierungsmaßnahmen. Diese kosteten mindestens sechs Millionen US-Dollar und wurden 2018 abgeschlossen. Während der Umbau- und Sanierungsphase wich der Löschzug vorübergehend an einen anderen Standort in SoHo aus.

## Rezeption

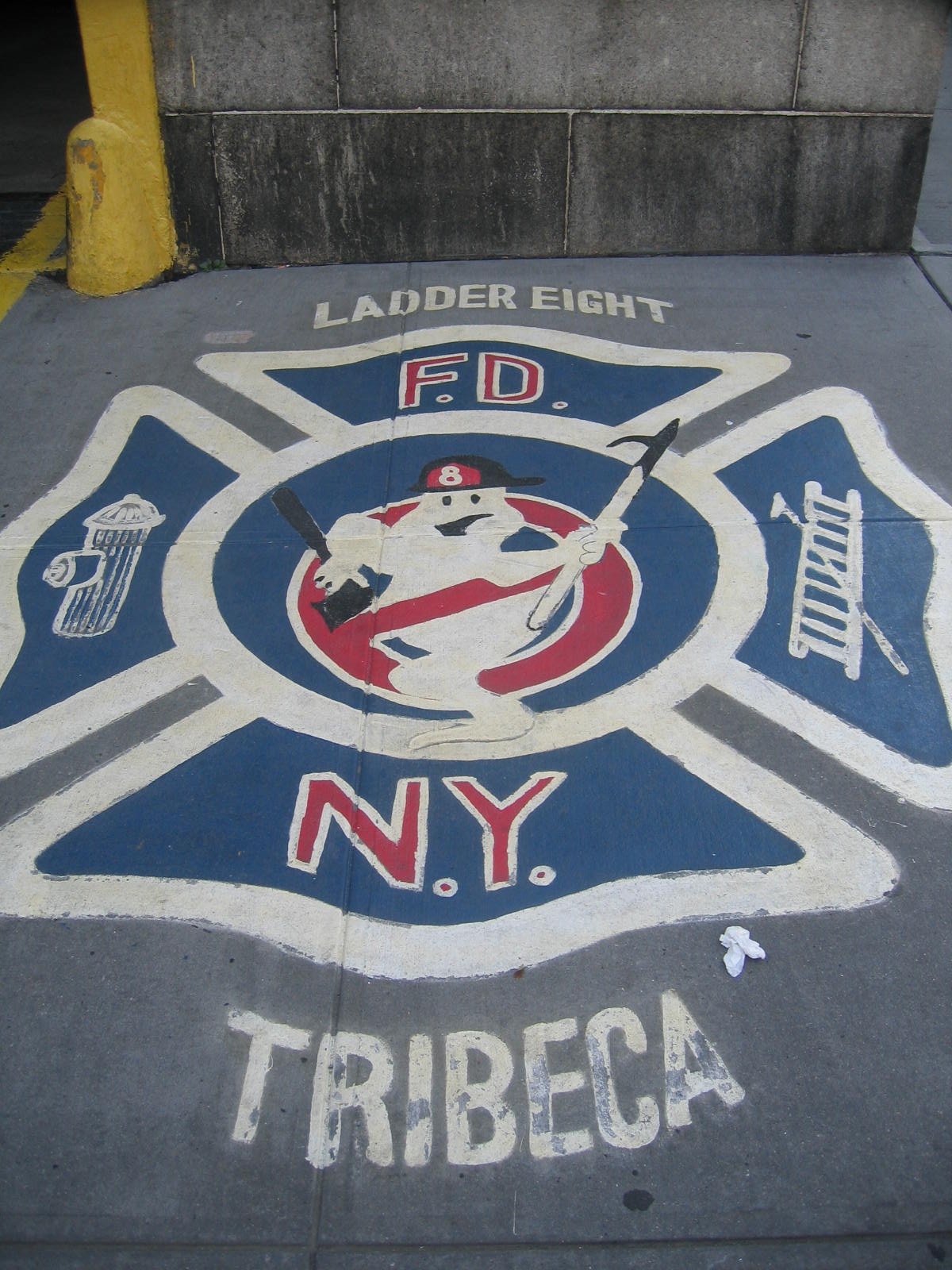
Logo der Einheit vor dem Gebäude

Weltweite Bekanntheit erlangte das Gebäude 1984 als fiktives Hauptquartier der Ghostbusters im gleichnamigen Film. Das Feuerwehrhaus wurde jedoch lediglich für die Außenszenen genutzt. Die Innenaufnahmen wurden in der Fire Station No. 23 gedreht, einem ehemaligen Gebäude des Los Angeles Fire Departments. 2016 sowie 2021 war es erneut in den Filmfortsetzungen Ghostbusters und Ghostbusters: Legacy zu sehen.
Darüber hinaus diente das Gebäude in der Filmkomödie Hitch von 2005 und in einer Episode der Fernsehserie Seinfeld als Kulisse. In dem Spielfilm 2 Millionen Dollar Trinkgeld mit Nicolas Cage und Bridget Fonda von 1994 sieht man gegen Filmende die Feuerwache in einem kurzen Augenblick.
Von 2016 bis 2018 verkaufte der Spielwarenhersteller Lego einen Bausatz des Feuerwehrhauses als Ghostbusters-Hauptquartier.

## Aufgaben der Ladder Company 8
Der Begriff Hook & Ladder Company (deutsch Haken-und-Leiter-Kompanie) ist bei der New Yorker Feuerwehr die traditionelle Bezeichnung eines Typs von Feuerwehreinheit. Dieser Typ von Einheit wird auch als Ladder Company oder Truck Company bezeichnet und hat Aufgaben, die über das bloße Vornehmen der ursprünglich namensgebenden Sturmhaken und Leitern hinaus gehen. Sie beinhalten insbesondere die Technische Hilfeleistung. Bei einem Brandeinsatz ist eine Ladder Company nicht für die eigentliche Brandbekämpfung mit Pumpe, Schläuchen und Wasser zuständig, was die Aufgabe einer Engine Company ist. Stattdessen hat das Fahrzeug einer Ladder Company zusätzlich zur eingebauten Drehleiter oder einem Teleskopmast Werkzeuge und tragbare Leitern an Bord. Sie erfüllt unterstützende Aufgaben wie das Schaffen von Öffnungen, um Hitze und Rauch abzuleiten, das Freilegen des Brandherds und die Suche nach vermissten Personen.:169ff